# Капто, Александр Семёнович
Алекса́ндр Семёнович Капто́ (14 апреля 1933, с. Верхняя Тарасовка, Томаковский район, Днепропетровская область, УССР, — 19 апреля 2020, Москва, Россия) — советский и российский социолог и политолог, дипломат, журналист, политический и государственный деятель, доктор философских наук (1985). Член ЦК КПСС (1986—1990).

## Биография
В 1957 году окончил историко-филологический факультет Днепропетровского государственного университета со специализацией «украинская филология».

### Государственная и политическая деятельность
- В 1957—1966 годах — секретарь Днепропетровского горкома ЛКСМ Украины, Октябрьского райкома ЛКСМ Украины и Днепропетровского обкома ЛКСМ Украины.
- В 1966—1968 годах — второй секретарь ЦК ЛКСМ Украины.
- В 1968—1972 годах — первый секретарь ЦК ЛКСМ Украины.
- В 1972—1978 годах — секретарь Киевского обкома КП Украины.
- В 1978—1979 годах — заведующий Отделом культуры ЦК КП Украины.
- В 1979—1986 годах — секретарь ЦК КП Украины.
- С 13 января 1986 по 13 июля 1988 года — чрезвычайный и полномочный посол СССР на Кубе.
- В 1988 году — первый заместитель заведующего Идеологическим отделом ЦК КПСС.
- В 1988—1990 годах — заведующий Идеологическим отделом ЦК КПСС.
- С 10 октября 1990 по 24 января 1992 года — чрезвычайный и полномочный посол СССР/Российской Федерации в КНДР.

Избирался членом Политбюро ЦК КП Украины, кандидатом в члены ЦК КПСС. Народный депутат СССР от Всесоюзного общества «Знание», депутат Верховного Совета СССР, член Комитета по международным делам и член Комиссии Совета Национальностей по национальной политике и межнациональным отношениям Верховного Совета СССР, депутат и член Президиума Верховного Совета УССР (трёх созывов), председатель Комиссии по международным делам Верховного Совета УССР. Имел дипломатический ранг чрезвычайного и полномочного посла.

### Журналистская и научная деятельность
А. С. Капто прошёл путь от внештатного корреспондента до главного редактора украинской республиканской молодёжной газеты. А. С. Капто является членом Союза журналистов. В 1971 и 1974 годах получил дипломы первой степени за победу во всесоюзном конкурсе на лучшие произведения научно-популярной литературы, который проводился обществом «Знание».
Научную деятельность в Институте философии АН Украины первоначально сочетал с работой в украинской республиканской молодёжной газете (1961—1966). В 1966 году защитил кандидатскую диссертацию по теме «Общественная активность как классовая черта строителя коммунизма», в 1985 — докторскую диссертацию по теме «Актуальные проблемы классового воспитания».
С 1992 года — главный научный сотрудник, с 1996 года — заместитель директора Института социально-политических исследований РАН.
Заведующий Международной кафедрой ЮНЕСКО при Институте социально-политических исследований Российской академии наук, вице-президент Академии социальных наук, член президиума Академии политической науки, председатель экспертного совета ВАК по политологии, председатель Совета по защите докторских диссертаций при ИСПИ РАН (социология управления, социология духовной жизни). Областью его научных интересов и научной деятельности являются: международные отношения, проблемы войны и мира, социология политики, морали и воспитания, профессиональная этика, социальная активность молодежи.
Умер в 2020 году. Похоронен на Троекуровском кладбище.

## Награды и премии
- Орден Почёта (27 октября 2003) — за достигнутые трудовые успехи и многолетнюю плодотворную работу[2].
- Три ордена Трудового Красного Знамени.
- Орден Дружбы народов.
- Благодарность президента Российской Федерации (2014)
- Орден «Солидарность» (Куба)[3].
- Медаль имени академика С. И. Вавилова «За выдающийся вклад в распространение научных знаний, просветительскую и гуманитарную деятельность».

А. С. Капто был почётным гражданином г. Денвер (США).
21 сентября 2011 года А. С. Капто на заседании Ученого совета факультета политологии МГУ избран Почётным профессором факультета политологии Московского университета.

## Научные труды

### Монографии
- Трудолюбие и общественная активность. К., 1966.
- Социальная активность как нравственная черта личности. К., 1968.
- Общественная активность молодежи. М., 1971.
- Классовое воспитание: методология, теория, практика. М.: Политиздат, 1985.
- Идейная закалка личности. К., 1989
- Философия мира: истоки, тенденции, перспективы. М.: Политиздат, 1990.
- Политические мемуары. М., 1996.
- Нобелевские миротворцы. — М.: РИЦ ИСПИ РАН, 2002. — 232 с.
- От культуры войны к культуре мира. — М.: Республика, 2002. — 431 с.
- Энциклопедия мира. — М. (В двух изд. — 2002 и 2005 гг.).
- На изломе века. Записки политика и дипломата. М., 2006.
- Профессиональная этика. В двух частях. М. 1997.
- Профессиональная этика. М., Ростов н/Дону, 2006.

### Статьи
- Зоц В. А., Капто А. С. Труд — главная точка отсчёта // Социологические исследования. 1991. № 4. С. 34-42.